# Standfussiana nychthemera
Standfussiana nychthemera är en fjärilsart som beskrevs av Carl Reutti 1898. Standfussiana nychthemera ingår i släktet Standfussiana och familjen nattflyn. Inga underarter finns listade i Catalogue of Life.